# Journal of Mathematical Inequalities
Journal of Mathematical Inequalities is een internationaal, aan collegiale toetsing onderworpen wetenschappelijk tijdschrift op het gebied van de wiskunde. De naam wordt in literatuurverwijzingen meestal afgekort tot J. Math. Inequal. Het wordt uitgegeven door de Kroatische uitgeverij Element (Ele-Math) en verschijnt 4 keer per jaar.